# 排熱回収ボイラ

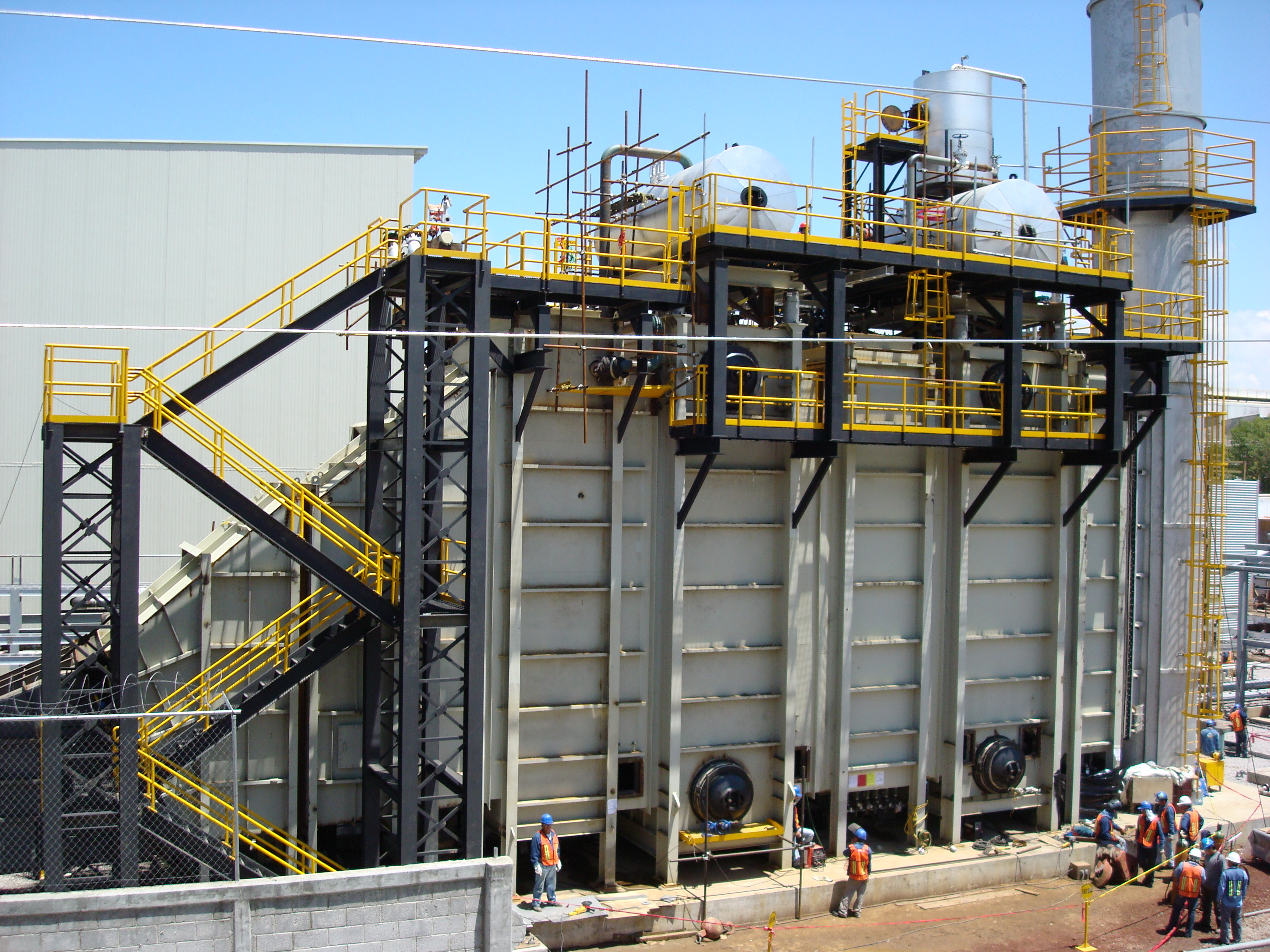
モジュール式の排熱回収ボイラ

排熱回収ボイラ（はいねつかいしゅうボイラ、英: Heat Recovery Steam Generator, HRSG）とは、排ガスの熱を利用し蒸気を発生させる熱交換器である。コジェネレーションの一種であるコンバインドサイクル発電において、ガスタービンと排熱回収ボイラによる蒸気を用いた蒸気タービンを組み合わせると、高効率発電を実現できる。

## HRSGの構成
HRSGは、給水を加熱する節炭器（エコノマイザ）、水を蒸発させる蒸発器、蒸気と水を分離するドラム、湿り蒸気を蒸気タービンに送るために飽和温度以上に加熱し過熱蒸気とする過熱器、節炭器での結露を防ぐための給水予熱器の5つの主要部分で構成されている。
HRSGは、排ガスの流れの方向、蒸気条件、伝熱管の支持方式など、様々な方法で分類することができる。
排ガスの流れの方向で分類すると、竪型と横型に分類される。竪型HRSGにおいては、排ガスが水平に設置された伝熱管を横切って垂直に流れる。横型HRSGにおいては、排ガスが垂直に設置された伝熱管を横切って水平に流れる。
蒸気条件により分類すると、単圧、複圧、三重圧に分類される。単圧型HRSGは蒸気ドラムを1つしか有しておらず、単一の圧力の蒸気のみが生成される。複圧型HRSGは低圧と高圧の2つの蒸気ドラムを持つ。三重圧型は低圧、中圧、高圧の3つの蒸気ドラムを持つ。中圧を再熱器として用いる三重圧再熱方式が主流となっている。それぞれの部分はドラム、蒸発器、過熱器からなり、水を排ガスと熱交換することにより蒸気に変換している。

## HRSGの付属設備

### 助燃バーナー
ガスタービンコンバインドサイクル発電設備の最大出力は、大気温度の上昇に伴い低下するため、大気温度が上昇する夏場等に蒸気タービンの出力を増加させるために、助燃バーナーを設置する例がある。助燃量の増加により蒸気発生量が増加するため、復水器の熱負荷の上昇に留意する必要がある。

### 切替弁
HRSG入口の流れを遮断するための切替弁を設置した場合、蒸気需要がない場合や何らかの理由でHRSGを停止したい場合でも、ガスタービンを動作させ続けることができる。

### 脱硝設備
排ガス脱硝設備をHRSG内に設置する例は日本国内において多く見られる。排ガス中に含まれる大気汚染物質である窒素酸化物を選択触媒還元脱硝装置（SCR）にて分解するための触媒をHRSG内に設置する。触媒は340℃～400℃の間の温度で最高の性能を発揮する。この温度帯に触媒を設置するために、通常、HRSGの高圧蒸発器は分割して設置される。低温脱硝触媒を用いた場合、SCRを蒸発器と節炭器の間の175℃～260℃の環境に設置することが可能となる。

## 貫流型HRSG
ドラムを持たない貫流型のHRSGも存在する。貫流型のため、給水は、節炭器、蒸発器、過熱器を連続した経路をたどる。熱による膨張に対応した構造とする必要があるが、ドラムを持たないため熱容量が小さく制御するパラメータが減少するので、起動停止やベースロード運転に適する。中部電力上越火力発電所1号系列、2号系列に、日本初である高圧を貫流型としたHRSGが設置されている。